# رادومير
بريزنيك (بالبلغارية: Радомир)‏ هي مدينة بلغارية تابعة لمقاطعة برنيك، يبلغ عدد سكان هذه المدينة ما يقارب 16,500.